# Dream Express (single)
Dream Express is een Engelstalige single van de Belgische band Dream Express uit 1975.
Het nummer verscheen op het album Track One uit 1976.
De B-kant van de single was het nummer Because Of You.

## Meewerkende artiesten
- Producer
  - Luc Smets
  - Steve Rowlands
- Muzikanten
- Bianca Maessen (zang)
- Patricia Maessen (zang)
- Stella Maessen (zang)